# Baslique

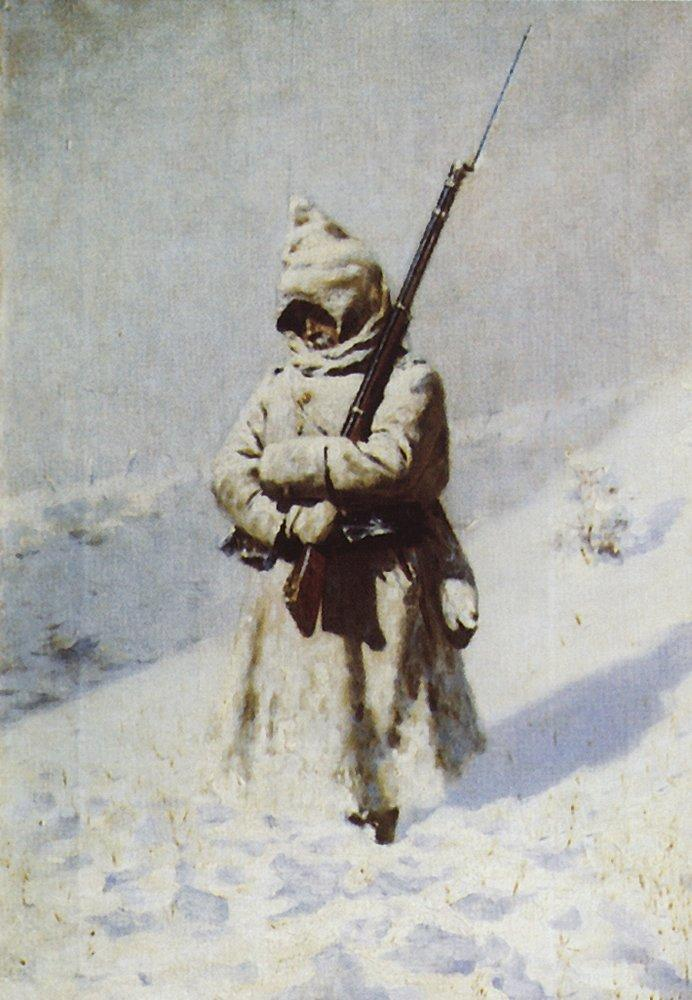
Soldado na neve

Baslique (em azeri: başlıq; em turco: başlıq; de "baş" - cabeça, "-lıq" (tártaro) / "-lık" (turco) - sufixo derivado) é um capuz tradicional turco, caucasiano, iraniano e cossaco cujas pontas podem ser usadas como xale, penduradas no pescoço ou enroladas na cabeça em forma de turbante. Geralmente são coloridos.